# 3712 Kraft
3712 Kraft este un asteroid din centura principală, descoperit pe 22 decembrie 1984 de Arnold Klemola.